# سنوان (خنفر)

تعديل مصدري - تعديل

سنوان هي إحدى قرى عزلة جعار بمديرية خنفر التابعة لمحافظة أبين، بلغ تعداد سكانها 123 نسمة حسب تعداد اليمن لعام 2004م.